# Carl-Gustav Groth
Carl-Gustav Groth, född 15 oktober 1933 i Helsingfors, död 16 februari 2014, var en svensk kirurg, medicinsk forskare och pionjär inom transplantation.

## Biografi
Carl-Gustav Groth var son till direktör Carl-Johan Groth och Margareta, född Sonkin, och yngre bror till ambassadör Carl-Johan Groth. Med anledning av andra världskriget flyttade Groths familj 1944 från Helsingfors till Stockholm. Han påbörjade medicinstudier vid Karolinska Institutet där han 1961 tog läkarexamen, och började därefter arbeta vid den kirurgiska kliniken vid Serafimerlasarettet, där Curt Franksson var professor och chef. 1965 disputerade Groth för medicine doktorsgraden vid Karolinska Institutet. Strax innan, 1964, hade Sveriges första njurtransplantation utförts vid kliniken under ledning av Franksson och Groth, som hade filmat denna operation med en 8 mm filmkamera, kom att fortsätta inom transplantationsområdet.
1966 till 1968 fick Groth via National Institutes of Health möjlighet att komma till University of Colorado i Denver som postdoc. Vid denna tid var Denver en världsledande transplantationsklinik under ledning av Thomas Starzl. 1967 utfördes där de första lyckade levertransplantationerna på människa under Strazls ledning, och under Groths medverkan. Groth återkom 1971–1972 till Denver som biträdande (associate) professor i kirurgi.
1976 fick Groth en tjänst som överläkare vid Huddinge sjukhus med ansvar för transplantationsverksamheten, efter att den 1973 flyttats dit från Serafimerlasarettet. Under åren därefter utfördes där de första transplantationerna i Sverige av bukspottkörtel, benmärg, lever och ö-celler. Groth blev 1983 professor i kirurgi, särskilt transplantationskirurgi, vid Karolinska Institutet, och gick i pension från professuren vid årsskiftet 1999/2000.
Efter sin pensionering var Groth aktiv inom Världshälsoorganisationen i en expertpanel som kartlägger transplantationsverksamhet runtom i världen i syfte att motverka illegal organhandel.
Groth var 1986–1999 ledamot av Nobelförsamlingen vid Karolinska Institutet. För sina insatser inom transplantationsområdet tilldelades han 1998 H.M. Konungens medalj i åttonde storleken med Serafimerordens band och 2006 the Medawar Prize, som räknas som den främsta internationella utmärkelsen inom transplantationområdet.
Från 2006 har Carl-Gustav Groth Scandinavian Transplant Prize delats ut vartannat år av Astellas Pharma AB i samarbete med Scandinavian Transplantation Society. Organisationen grundades 1983 på Groths initiativ och han var dess förste ordförande. Groth är begravd på Djursholms begravningsplats.